# Laimontas
Laimontas ist ein litauischer männlicher Vorname (abgekürzt Laimis), abgeleitet von Laima und Mantas. Die weibliche Form ist Laimontė.

## Personen
- Laimontas Dinius (* 1962), Komponist, Sänger, Politiker, Mitglied des Seimas.